# The Complete Smile
The Complete Smile è un album bootleg pubblicato nel 2024 che raccoglie tutte le tracce registrate dalla band britannica Smile, attiva prima della formazione dei Queen. Include registrazioni in studio originali, esibizioni live del 1992 e versioni successive eseguite dai Queen, oltre a una reinterpretazione del 2018 eseguita da una formazione riunita degli Smile.

## Contesto
Gli Smile erano un trio formato da Brian May, Roger Taylor e Tim Staffell nel 1968. Dopo lo scioglimento della band nel 1970, May e Taylor formarono i Queen insieme a Freddie Mercury e John Deacon. Staffell lasciò gli Smile proprio mentre Mercury proponeva nuove idee per il gruppo, facilitando così la transizione verso i Queen.
Nel 1992, Taylor e May hanno suonato nuovamente insieme a Staffell per eseguire live i brani "Earth" e "If I Were a Carpenter". Una reinterpretazione del brano "Doin' Alright" è stata registrata per la colonna sonora del film Bohemian Rhapsody nel 2018, con Staffell alla voce.

## Tracce
1 Earth - Smile (1969)
2 Step On Me - Smile
3 Doin' Alright - Smile (1969)
4 Blag - Smile
5 Polar Bear - Smile
6 April Lady - Smile
7 Earth (Live, 1992) - Smile (reunion con Tim Staffell)
8 If I Were a Carpenter (Live, 1992) - Cover degli Smile
9 Doin' Alright (Reunion, 2018) - Smile (con Tim Staffell)
10 Doin' Alright - Queen (dall'album Queen, 1973)
11 Polar Bear - Queen (demo)
12 Silver Salmon - Queen (inedito)